# Uri Halevi
Mozes Uri Halevi (Emden, ca. 1544 - Emden, ca. 1626) was een rabbijn ten tijde van de Republiek der Zeven Verenigde Nederlanden.
In 1597 ontvingen Portugese conversos (formeel tot het christendom bekeerde joden die weer tot het jodendom wensten over te gaan) aan het einde van de zestiende eeuw toestemming om openlijk als joden te leven. De eerste rabbijn die zij kregen was Halevi uit het Duitse Emden.
Enkele jaren daarna kwam er een tweede rabbijn, Jozef Pardo uit Venetië. Dit resulteerde erin dat in 1608 Amsterdam reeds weer twee synagoges telde.